# 로이 티니스

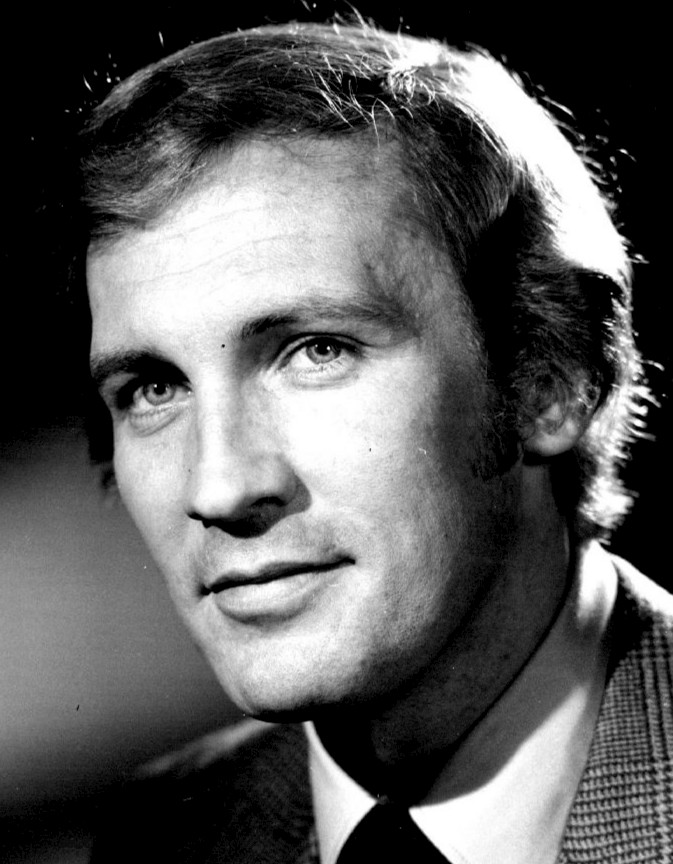

로이 시네스(Roy Thinnes, 1938년 4월 6일 ~ )는 미국의 배우이다.
시카고에서 태어났다.

## 출연 작품
- 브로큰 잉글리쉬 (영화) (2007년) - 피터 앤드류스 역
- 스펙트로피아 (2006년) - 프랭클린 데모트 역
- 뷰티풀 마인드 (2001년)
- 로빈 쿡의 끝 (1996년) - 존 가보 역
- 미녀 탐정 샘 (1992, Stormy Weathers)
- 힌덴버그 (1975년) - 마틴 보겔 역
- 에어포트 75 (1974년)
- 노리스 테입스 (1973년)
- 사탄의 여학교 (1973년)
- 태양 저편으로의 여행 (1969년)
- 추격 (1959년)

### 텔레비전
- 인베이더 (1995년)
- 원 라이프 투 리브 (1968년)
- 인베이더 - 시리즈 (1967년)
- 법과 질서 (1990년)
- 배틀스타 갤럭티카 - 78년 시리즈 (1978년)
- 딜론 보안관 (1955년)